# ONE FC: Pride of a Nation
ONE FC: Pride of a Nation foi um evento de artes marciais mistas promovido pelo ONE Fighting Championship, ocorrido em 31 de agosto de 2012 no Smart Araneta Coliseum em Quezon City, Filipinas.

## Background
O evento foi feito em conjunto com o URCC, o Pride of the Nation foi descrito como o maior evento na história do MMA filipino com 12,523 fãs presentes. O evento contou com os ex-campeões do UFC: Tim Sylvia, Andrei Arlovski e Jens Pulver.
Houve dois incidentes polêmicos nesse evento que envolveram o uso de tiros de meta. Por causa disso, o ONE FC agora permitiu que os lutadores usem os tiros de meta a qualquer ponto a partir do ONE FC: Rise of Kings. Um incidente foi durante a luta entre Andrei Arlovski e Tim Sylvia. Arlovski aplicou um knockdown em Sylvia e então acertou tiros de meta em sua cabeça. Todos pensaram que o árbitro havia interrompido a luta; ele na verdade pediu tempo porque ele não havia dito "open attack". Quando foi decidido após cinco minutos do tempo que Sylvia tinha para continuar que ele não podia continuar, a luta foi declarada Sem Resultado. O outro incidente ocorreu durante a luta entre Shannon Wiratchai e Mitch Chilson, na qual Wiratchai ganhou. Porém, após a revisão da luta dias após o evento, o ONE FC oficialmente decidiu que Wiratchai lançou um chute na perna ilegal em Chilson no segundo round e o árbitro Moritaka Oshiro incorretamente pois fim a luta determinando que Chilson não podia mais se defender. A vitória de Wiratchai foi mudada para Sem Resultado.

## Ligações Externas
1. ↑  Tiro de meta ilegal.
2. ↑  Tiro de Meta ilegal.